# Ruth Wilkinson
Ruth Wilkinson, QSM (* 8. Februar 1901 in Rotorua, Neuseeland; † 14. Dezember 1985 in Cambridge, Neuseeland) war eine neuseeländische Apothekerin, Lokalhistorikerin und Autorin einiger Bücher.

## Frühes Leben
Ruth Webb wurde am 8. Februar 1901 als Tochter und jüngstes von fünf Kinder von Mary Wilson und deren Mann, dem Schmied Seth Webb, in Rotorua geboren. 1908 zog die Familie nach Cambridge, wo Webb die örtliche Grundschule besuchte. Anschließend besuchte sie im rund 16 km entfernten Hamilton die Hamilton High School.

## Ausbildung zur Apothekerin
1917 begann Webb eine pharmazeutische Ausbildung und lernte per Fernstudium, doch während der Grippeepidemie im Jahr 1918 musste sie wegen der langen Arbeitszeiten ihr Studium zunächst ruhen lassen, konnte dann aber 1921 ihre Abschlussprüfung mit angeblich den besten Noten in Neuseeland bestehen. Da sie aber noch nicht 21 Jahre alt war, musste sie noch bis März 1922 warten, bis sie sich als Apothekerin registrieren lassen konnte und die Buchstaben MPS als Anerkennung hinter ihrem Namen verwenden durfte.

## Ehe
Am 24. Oktober 1923 heiratete Webb in Cambridge den Handelsvertreter Kenneth Louis Wilkinson und nahm seinen Namen an. Aus der Ehe gingen zwei Söhne hervor. Ruth gab ihren Beruf zunächst auf und kümmerte sich um alles Häusliche.

## Zweiter Weltkrieg
Während des Zweiten Weltkriegs engagierte sich Ruth Wilkinson im örtlichen patriotischen Komitee. Sie hörte nachts über Kurzwelle den Sender Radio Vatikan, notierte die Namen der Männer, die in Kriegsgefangenschaft geraten waren, und informierte deren Familien darüber in ganz Neuseeland.

## Politik und Wiedereinstieg als Apothekerin
Als ihr Mann 1947 zum Bürgermeister von Cambridge gewählt wurde und mit einer Unterbrechung bis 1962 das Amt innehatte, engagierte sie sich für ihn, war aktiv bei den Wahlkämpfen und wurde 1960 in Cambridge zur Friedensrichterin gewählt. 1962 verstarb ihr Mann und Ruth nahm ihre Arbeit als Apothekerin wieder auf. Sie musste aber ihr Wissen wieder auf einen neuen Stand bringen und sich mit modernen Theorien und Methoden vertraut machen, was sie auch viel Zeit kostete. Sie haderte mit den vielen Neuerungen und Veränderungen, die es gab, und bedauerte den Verlust des alten Apothekerhandwerks, in dem mit vielen natürlichen Inhaltsstoffen gearbeitet wurde. Doch Ruth engagierte sich neben ihrer Arbeit als Apothekerin auch weiterhin für das Gemeinwohl und wurde 1963 Organisatorin der Kampagne für Wohnheime für die neue University of Waikato.

## Schriftstellerin und Lokalhistorikerin
Ruth Wilkinson hatte schon in den 1920er und 1930er Jahren begonnen, Kurzgeschichten über das Familienleben für den New Zealand Herald und die Auckland Weekly News zu schreiben. Nun im späteren Alter betätigte sie sich als Lokalhistorikerin und schrieb über die Geschichte von Cambridge, wobei sie in ihren Werken die Sicht auf die Pākehā-Siedler einnahm. Ihr erstes Werk, First families of Cambridge, erschien 1972 und beschrieb die Aktivitäten der Elite der Stadt und ihrer frühen europäischen Bewohner. Vier weitere Werke folgten und das letzte davon, Our Cambridge, 1886–1986, wurde ein Jahr nach ihrem Tod veröffentlicht.
1984 wurde Wilkinson mit der Queen’s Service Medal geehrt, die ihr Anfang 1985 überreicht wurde. Im selben Jahr verstarb sie 84-jährig am 14. Dezember in ihrer Heimatstadt Cambridge.

## Werke
- First families of Cambridge. Cambridge Historical Society, Cambridge 1972 (englisch).[1]
- Life was like that. Cambridge 1974 (englisch).
- Just roaming. Cambridge 1978 (englisch).
- The Streets of Cambridge and Senior Citizens’ Tales. Cambridge Independent, Cambridge 1980 (englisch, Online [PDF; 601 kB; abgerufen am 28. Februar 2025]).
- Our Cambridge, 1886–1986. Cambridge Independent, Cambridge 1986 (englisch).

Quelle: Dictionary of New Zealand Biography

## Ehrungen
- 1984 – The Queen’s Service Medal for Community Service (QSM)[2]